# 木宮条太郎
木宮 条太郎（もくみや じょうたろう、1965年 - ）は、日本の小説家。兵庫県生まれ。京都大学文学部卒業。
金融機関で15年間勤務。2003年、「エモーション・フラット」で第12回新人シナリオコンクール佳作入選。2005年、『時は静かに戦慄く』で第6回ホラーサスペンス大賞特別賞を受賞しデビュー。2016年、『水族館ガール』が松岡茉優・桐谷健太主演でドラマ化される。

## 作品リスト
- 時は静かに戦慄く（2005年1月 新潮社）
- 占拠ダンス（2007年7月 幻冬舎）
  - 【改題】銀行占拠（2010年10月 幻冬舎文庫）
- 本日の議題は誘拐（2010年3月 朝日新聞出版）
- 水族館ガールシリーズ
  - アクアリウムにようこそ（2011年3月17日、実業之日本社、ISBN 978-4-408-53585-2）
    - 【改題】水族館ガール（2014年6月5日、実業之日本社文庫、ISBN 978-4-408-55176-0）
    - 水族館ガール（2016年5月28日、リュエルコミックス、ISBN 978-4-408-41437-9、作画・天樹あおい） - 原作
    - 水族館ガール（2016年6月30日、実業之日本社ジュニア文庫、ISBN 978-4-408-53687-3、絵・げみ）

  - 水族館ガール2（2015年7月16日、実業之日本社文庫、ISBN 978-4-408-55240-8）
    - 水族館ガール2（2017年6月30日、実業之日本社ジュニア文庫、ISBN 978-4-408-53709-2、絵・げみ）

  - 水族館ガール3（2016年6月30日、実業之日本社文庫、ISBN 978-4-408-55302-3）
  - 水族館ガール4（2017年7月18日、実業之日本社文庫、ISBN 978-4-408-55369-6）
  - 水族館ガール5（2018年7月13日、実業之日本社文庫、ISBN 978-4-408-55426-6）
  - 水族館ガール6（2019年7月19日、実業之日本社文庫、ISBN 978-4-408-55487-7）
  - 水族館ガール7（2020年7月17日、実業之日本社文庫、ISBN 978-4-408-55601-7）
  - 水族館ガール8（2021年7月16日、実業之日本社文庫、ISBN 978-4-408-55674-1）